# 살바토레 쿠오모
살바토레 시제타(Salvatore Shigeta, 살바토레 쿠오모(Salvatore Cuomo))는 이탈리아에서 태어난 일본인 피자 셰프이자 스타 셰프, 레스토랑 경영자, 미디어 인사이다. 그는 음식을 주로 다루는 TV 쇼들과 요리책으로 유명하고, 아시아 전역에 걸친 그의 레스토랑들로도 잘 알려져 있다. 일본에서 그는 “피자맨”으로도 잘 알려져 있다.

## 어린 시절
살바토레 쿠오모는 이탈리아 나폴리에서 1972년에 이탈리아인 아버지와 일본인 어머니 사이에서 태어났다.
쿠오모는 나폴리에서 이탈리아 셰프였던 그의 아버지에게서 영향(영감)을 받았다. 11살의 어린 나이에 그는 주방에서 훈련하기 시작했고 이탈리아와 일본을 자주 오고 갔다. 그의 아버지는1984년도에 일본 지바에 이탈리안 레스토랑을 열었고, 아버지를 따라 쿠오모는 십대의 나이에 일본으로 가게 되었다. 살바토레는 다시 이탈리아로 돌아간 뒤 요리 학교에서 공부하는데 다음 2년을 보냈다. 18살이 되던 해 아버지가 병으로 위독해지고 난 뒤, 살바토레는 다시 일본으로 돌아왔고 그때부터 계속 일본에 살게 되었다.

## 활동
살바토레 쿠오모는 나폴리 피자를 아시아에서 유명하게 만들어 인정받게 되었다. 그리고 현재는 100여군데 이상의 레스토랑을 경영하고 감독하고 있다. 77개의 피자 살바테로 레스토랑, 5군데의 살바토레 쿠오모 주방 레스토랑 (쿄토, 나고야, 샹하이, 서울), 그리고 살바토레 쿠오모 브로스 (XEX의 아래로) 보테가 BOTTEGA 패밀리 레스토랑,  CAFÉ AL GRAZIE, 그리고 Italiaichiba BAR (이탈리아 이치바) 가 바로 그들이다.
쿠오모는 여러 가지 TV 프로그램에 게스트로도 출연했었는데, 그 출연 작으로는 아이론 셰프, 아이론 셰프 일본, 그리고 부오나 세라(Buona Sera, WOWOW의 이탈리아 요리 프로그램 등이 있다.
또 쿠오모는 <나폴리식 식탁으로의 초대> (Welcome to Neapolitan Dining Table) (1995), <기쁨의 파스타> (Happy Pasta) (1997), 그리고 <태양의 식탁> (Sun’s Dining Table) (1999) 외 세 권의 책을 냈다.
2010년에는 유카세 신문에서 살바토레 쿠오모와 일본의 파티시에 초콜릿 요리사, 辻口博啓氏 쓰지쿠치 히로시 아키라 와의 콜라보를 담기도 하였다.
2014년 3월, ANA ( 전일본공수 ) 가 살바토레 쿠오모와 함께 했다.
2013년 12월에는, 살바토레 쿠오모가 소유한 le Chocolat de H (일본) 레스토랑의 쓰지쿠치 히로시 요리사가 파리에서 열린 국제 패스트리 대회에서 패스트리 요리사가 받을 수 있는 가장 높은 상을 거머쥐었다.
2014년 2월, 살바토레 쿠오모는 타이완에 그의 가장 첫 레스토랑을 열었다. TVBS는 쿠오모의 이러한 움직임이 본국의 경제에 7천만 달러의 효과를 투여할 것이라고 보고했다.
쿠오모 요리사 밑에서 일하는 피자 셰프, 폴 후어그는 2014년 5월에 (타이베이)에서 열린 카푸토 컵에서 우승을 거머쥐었다. 폴 후어그는 이탈리아 나폴리 피자 셰프 협회에서 처음으로 공식 인정한 타이완 피자 셰프가 되었다. (APN)
오늘날, 살바토레 쿠오모는 Y’s Table Corporation 의 부위원장, 최고 업무 직행 책임자, 그리고 이그제큐티브 셰프이다. (도쿄 증권거래소 시장 N.2798).
2016년, 국회감사원의 멤버인 알폰소 페코라로 스카니오와 함께, 쿠오모는 나폴리 피자의 유네스코의 문화유산 목록 등록을 위해 홍보대사로 일하기 시작하였다..

## TV와 미디어
살바토레는 일본, 한국, 타이완, 필리핀, 이탈리아, 미국 및 중국의 주요 TV 요리 프로그램 등에 나오며 TV 활동을 시작했다. 그리고 소규모 채널들.

## 책
- 나폴리식 식탁으로의 초대 Welcome to Neapolitan Dining Table (1995 ) (일본어)
- 기쁨의 파스타 Happy Pasta ( 1997 ) – 일본어 번역 (일본어)
- 태양의 식탁 Sun’s Dining Table ( 1999 ) (일본어)

## 추가 참고 도서 목록
- Pizza Cuomo Arrives In Okinawa at 帝新聞 Mikado Shimbun
- Japan Today, 피자맨 at Japan Today
- 멋을 곁들인 양념 의 Japan Times.
- 살바토레 쿠오모가 타이완에 도착하다 – 203호 - 2014/03/01 타이페이 워커 매거진.
- Vouge. 이달의 레스토랑. 보관됨 2016-03-03 - 웨이백 머신
- Vogue가 살바토레 쿠오모의 주방 레스토랑에 대해 이야기하다 ( Salvatore Cuomo ) 보관됨 2016-04-14 - 웨이백 머신, The New Shanghai.
- Gentleman & Ladies 의 Facebook Page
- Gentleman & Ladies 의 XEX Group Website